# World Cup of Golf 2008
De World Cup of Golf vond in 2008 voor de tweede keer plaats in China.
Aan de Omega Mission Hills World Cup, zoals de Cup sinds 2007 heet, deden 28 landen mee. Het toernooi vond plaats op de Olazábal baan (par 72) van het Mission Resort in Shenzhen.

## Uitslag
| Rang | Score | Land                       | Spelers                                                                                   |
| ---- | ----- | -------------------------- | ----------------------------------------------------------------------------------------- |
| 1    | 261   | Zweden                     | Robert Karlsson en Henrik Stenson                                                         |
| 2    | 264   | Spanje                     | Miguel Ángel Jiménez en Pablo Larrazábal                                                  |
| 3    | 270   | Australië Japan            | Brendan Jones en Richard Green Ryuji Imada * en Toru Taniguchi *                          |
| 5    | 272   | Duitsland                  | Martin Kaymer en Alex Cejka                                                               |
| 6    | 273   | Engeland                   | Ross Fisher en Ian Poulter                                                                |
| 7    | 274   | Thailand Zuid-Afrika       | Thongchai Jaidee en Prayad Marksaeng Rory Sabbatini en Richard Sterne                     |
| 9    | 275   | Verenigde Staten           | Ben Curtis en Brandt Snedeker                                                             |
| 10   | 276   | Chili Frankrijk Filipijnen | Felipe Aguilar en Mark Tullo Grégory Bourdy en Grégory Havret Mars Pucay en Angelo Que    |
| 13   | 277   | Canada Denemarken Portugal | Graham Delaet en Wes Heffernan Anders Hansen en Søren Hansen Tiago Cruz en Ricardo Santos |
| 16   | 278   | Ierland                    | Graeme McDowell en Paul McGinley                                                          |
| 17   | 280   | China India                | Zhang Lian-Wei en Liang Wen-Chong Jeev Milkha Singh en Jyoti Randhawa                     |
| 19   | 281   | Italië Schotland           | Edoardo en Francesco Molinari, twee broers Alastair Forsyth en Colin Montgomerie          |
| 21   | 282   | Finland                    | Roope Kakko * en Mikko Korhonen *                                                         |
| 22   | 283   | Guatemala Nieuw-Zeeland    | Pablo Acuna en Alejandro Villavicencio Mark Brown en David Smail                          |
| 24   | 284   | Chinees Taipei             | Lin Weng-tang en Lu Wen-Teh                                                               |
| 25   | 285   | Wales                      | Bradley Dredge en Richard Johnson                                                         |
| 26   | 287   | Zuid-Korea                 | Hyung-tae Kim * en Sang-moon Bae *                                                        |
| 27   | 288   | Mexico                     | Daniel de León en Óscar Serna                                                             |
| 28   | 294   | Venezuela                  | Miguel Martinez en Raul Sanz                                                              |

Naam * = debutant